# レオナルド・ファビアーノ・ダ・シウヴァ・エ・シウヴァ
レオナルド・シウヴァ（Leonardo Silva）ことレオナルド・ファビアーノ・ダ・シウヴァ・エ・ジウヴァ（ポルトガル語: Leonardo Fabiano da Silva e Silva、1979年6月22日 - ）は、ブラジルの元サッカー選手。現役時代のポジションはDF。

## 経歴
2012年11月13日にはマノ・メネーゼス監督からスーペルクラシコ・デ・ラス・アメリカスに挑むブラジル代表に招集されたものの、出場機会はなかった。
アトレチコ・ミネイロでは主将を務めた。

## タイトル

### クラブ
ブラジリエンセ
- カンピオナート・ブラジレイロ・セリエC: 2002
- カンピオナート・ブラジリエンセ: 2002

ヴィトーリア
- カンピオナート・バイアーノ: 2008

クルゼイロ
- カンピオナート・ミネイロ: 2009

アトレチコ・ミネイロ
- カンピオナート・ミネイロ: 2012, 2013, 2015, 2017
- コパ・リベルタドーレス: 2013
- レコパ・スダメリカーナ: 2014
- コパ・ド・ブラジル: 2014

### 個人
- ボーラ・ジ・プラッタ: 2012
- プレミオ・クラッキ・ド・ブラジレイロン: 2012